# Afgrødeblanding
Afgrødeblanding er at blande to eller flere afgrøder i nærhed af hinanden. Det mest almindelige formål med afgrødeblanding er at frembringe større afgrøder på et givent stykke jord ved at gøre brug af ressourcer, som ellers ikke ville blive benyttet af en plante alene. Omhyggelig planlægning er nødvendig for at tage hensyn til jordbund, klima, afgrøder og specifikke sorter. Eksempler på afgrødeblanding er at plante afgrøder med pælerod ved siden af andre med overfladiske rødder, eller at plante en høj afgrøde ved siden af en anden af lavere vækst, som samtidig har brug for delvis skygge.